# Pokrajina Siena
Pokrajina Siena (v italijanskem izvirniku Provincia di Siena, izg. Provinča di Sjena) je ena od desetih pokrajin, ki sestavljajo italijansko deželo Toskana. Meji na severu z metropolitanskim mestom Firence, na vzhodu s pokrajino Arezzo in z deželo Umbrija, na jugu z deželo Lacij in s pokrajino Grosseto ter na zahodu s pokrajino Pisa.

## Večje občine
Glavno mesto je Siena, ostale večje občine so (podatki 31.12.2005):
| Občina              | Prebivalcev |
| ------------------- | ----------- |
| Siena               | 53.893      |
| Poggibonsi          | 28.907      |
| Colle di Val d'Elsa | 20.752      |
| Montepulciano       | 13.883      |
| Sinalunga           | 12.482      |
| Chiusi              | 8.826       |
| San Gimignano       | 7.780       |

## Naravne zanimivosti
Do leta 1700 se je v vsej pokrajini pridelovalo samo vino sangiovese, pozneje pa so začeli pridelovalci mešati razne vrste trt, da bi pridobili vina novega okusa. Pri tem so se posebno izkazali prebivalci treh vasi (Gaiole, Radda in Castellina), ki so se bile še v trinajstem stoletju združile v Lega del Chianti (Liga Chianti) za ureditev davčnih odnosov s fevdalci. Leta 1716 je Cosimo III. de' Medici izdal zakon, po katerem se je smelo imenovati chianti samo vino proizvedeno na ozemlju teh treh vasi. To je bil prvi zakon o geografskem poreklu vin. Leta 1840 je Bettino Ricasoli, bodoči ministrski predsednik (1861-1862 in 1866-1867) svetoval najprimernejšo zmes vin za vrhunsko vino chianti, ki se skoraj nespremenjena uporablja še danes. Za namizno vino chianti se pa uporablja navadno le sangiovese, običajno z dodatkom skromnih količin merlota in cabernet sauvignona. S časom se je ozemlje s pravico do porekla postopno širilo, dokler ni leta 1967 doseglo današnji obseg, to je vse gričevje med Sieno, Arezzom in Firencami.
Seznam zaščitenih področij v pokrajini:
- Naravni rezervat Tocchi (Riserva naturale Tocchi)
- Naravni rezervat Basso Merse (Riserva naturale Basso Merse)
- Naravni rezervat Cornate e Fosini (Riserva naturale Cornate e Fosini)
- Naravni rezervat Farma (Riserva naturale Farma)
- Naravni rezervat La Pietra (Riserva naturale La Pietra)
- Naravni rezervat Alto Merse (Riserva naturale Alto Merse)
- Naravni rezervat Bosco di Sant'Agnese (Riserva naturale del Bosco di Sant'Agnese)
- Naravni rezervat Castelvecchio (Riserva naturale di Castelvecchio)
- Naravni rezervat Lago di Montepulciano (Riserva naturale Lago di Montepulciano)
- Naravni rezervat Lucciola bella (Riserva naturale di Lucciola bella)
- Naravni rezervat Pigelleto (Riserva naturale Pigelleto)
- Naravni rezervat Pietraporciana (Riserva naturale Pietraporciana)

## Zgodovinske zanimivosti
Mesto Siena z okolico je bilo med letoma 1147 in 1236 svobodna komuna in nato do leta 1559 republika. Kot taka se je dolgo borila s Firencami, ki so končno tudi zmagale. Zanimiva so zlasti zaključna dogajanja te vojne. Ko je mesto Siena po poldrugem letu obleganja kapituliralo, je mala republika zaprosila vse svoje bivše podložnike za pomoč. To so bila mesta, ki jih je bila Siena v preteklosti vojaško zasedla in po logiki bi se ne bila smela odzvati. V resnici so priskočila Sienski republiki na pomoč vsa njena posestva, tudi tista, ki so se ji bila v preteklosti uprla. Večina zgodovinarjev vidi v tem dokaz, da je bila Sienska uprava razgledana in priljubljena. Nekateri pa so mnenja, da so se ta mesteca strnila okoli Siene samo iz strahu pred porazom. Mogočni zaveznik Firenc je bil tedaj namreč Karel V. Habsburški in toskanskim deželam ni bilo do tega, da bi postala obmejne posesti njegovega obširnega cesarstva. Vsekakor strjen nastop sienskih sil ni ustavil velikega nasprotnika. A po odstopu Karla V., njegov sin in naslednik Filip II. Španski ni imel pravega interesa za Sieno in jo je kar prodal Medičejcem.